# بصرة (فلم)
بصرة هو فيلم روائي مصري من تأليف وإخراج أحمد رشوان، عرض الفيلم في 20 أكتوبر، 2008.

## قصة الفيلم
تدور قصة الفيلم حول مجموعة من الشباب المثقفين الذين يعيشون في مصر كأصدقاء، لهم طريقتهم في الحياة كتفكير وسلوك، يمتلكون الكثير من الطموح والفرح، لكن مع بداية حرب العراق تبدأ هذه الحرب بإلقاء ظلالها القاسية على المجموعة والحياة عموماً، فتمنع إحداهن من السفر إلى الخارج لمتابعة الدراسة، لتلقي مع اشتعالها علامات من الضوء على هذا الانهيار، ليس في بغداد والبصرة فحسب، بل وفي دواخل شخوص الفيلم حيث تسمع أصوات التحطم النفسي المريع للصورة عن بغداد والمقاومة، والذي يترك أثره على الحراك اليومي النفسي للممثلين، ما ينعكس نزقاً وتوتراً وقلقاً يبلغ ذراه بالموت وسقوط الرمز!

## الشخصيات
| - باسم سمرة:طارق - يارا جبران:نهلة - إياد نصار:حمادة - ناهد السباعي:مها - محمد الأحمدي:زياد - فاطمة عادل:هند - آية سليمان:نايرة طليقة طارق - كريستين سليمان:بثينة - نجلاء يونس:غادة - عبير مكاوى:ندى - وجيه عجمي | - داليا رمزي:فريدة - رشا فارس:راندا - خالد مصطفى:الصاوي - حمدي رضا:مصور - هشام سمرة:ظابط - حابي سعود: شاب الكمين - حسن دويدار:ظابط الكمين - وائل فايق:أمين شرطة الكمين - محمد سمير:جو - وسام عرفة:ملك - أحمد الرفاعي:سائق التاكسي | - كريم عزالدين:زميل غادة - شيماء إيهاب:موديل أعلان - إنجي فاروق:موديل أعلان - أسماء عادل:موديل أعلان - سما المغربي:موديل أعلان - روان الشوربجي:موديل أعلان - صوفيا ياسين:باكينام - جورج فوزي:أخ رانيا - وسام صبحي:موديل محجبة - أحمد أبو النور: صديق فريدة | - سهر:موديل الحفلة - شريف الشورى:راقص 1 - وائل الطيب:راقص 2 - دينا غريب:دي جي - صالح البنان:الكوافير - وجيه عجمي:أبو حمادة - آيتن أمين:هدى - أحمد رشوان:موظف الأستقبال - صليب فوزي:مطرب المظاهرة - بسام مرتضي: قائد المظاهرة |

## روابط خارجية
- مقالات تستعمل روابط فنية بلا صلة مع ويكي بيانات